# Loxopholis rugiceps
Loxopholis rugiceps is een hagedis uit de familie Gymnophthalmidae. De soort komt voor in Midden- en Zuid-Amerika.

## Voorkomen
Tot de jaren tien van de eenentwintigste eeuw omvatte het bekende verspreidingsgebied van Loxopholis rugiceps Colombia en de centrale en oostelijke delen van Panama. Sindsdien zijn populaties van de soort ontdekt in westelijk Panama (San San Pond Sak Wetland nabij Changuinola in de provincie Bocas del Toro, 2012), Costa Rica (San Miguel en Manzanillo in het zuidoosten van de provincie Limón, 2019) en Honduras. Het is aannemelijk dat Loxopholis rugiceps ook voorkomt in het tussenliggende delen van Caribische kust van Midden-Amerika. Loxopholis rugiceps leeft in regenwouden en droogbossen van zeeniveau tot 1.190 meter hoogte.

## Uiterlijk
Loxopholis rugiceps heeft een kopromplengte van ongeveer 32 mm met een circa 68 mm lange staart.